# 법정 기관
법정 기관은 국가 또는 도나 주를 대신하여 특정 법률을 시행 할 수 있는 권한을 부여받은 법률(법령)에 의해 설립 된 기관을 가리키는 단어이다. 

## 설명
법정 기관은 해당 분야의 규칙(예 : 규정 또는 법적 문서)을 설정할 수 있는 권한을 부여받거나 위임받는다. 그들은 일반적으로 영국과 같은 영국식 의회 민주주의가 통치하는 국가와 호주, 캐나다, 인도 및 뉴질랜드와 같은 영연방 국가에서 존재한다. 그외에 법정 기관은 홍콩, 이스라엘 및 다른 국가에서도 존재한다. 법정 기관은 법인으로 설립된 경우에는 공공단체일 수도 있다.

## 같이 보기
- 기관
- 법률